# Rodópis (hetera)
Rodópis (em grego:  Ῥοδῶπις, seu nome real, era possivelmente, Dorica) foi uma hetera grega famosa no século VI, de origem trácia. Ela é uma das duas heteras mencionadas pelo nome por Heródoto.
De acordo com Heródoto, ela era um companheira escrava do contador de fabulas Esopo, com quem em uma versão de sua história, ela tinha um amor secreto; ambos pertenciam a Ladmon de Samos. Ela depois tornou-se propriedade de Xantes, outro Samiano, que a levou para Náucratis , no Egito, durante o reinado de Amásis II, onde ela conheceu Charaxo, irmão da poetisa Safo, que tinha ido para a Náucratis como um comerciante. Charaxo caiu de amor por ela, e a libertou da escravidão pagando uma grande soma de dinheiro, de modo que, doravante, todo o dinheiro que ela fizesse de sua profissão seria seu próprio dinheiro. Safo, quando soube disso , escreveu um poema, acusando Rodópis de seduzir e espoliar seu irmão Charaxo de grande parte de seus bens.(pg.189)
Rodópis, continuou a viver em Náucratis depois de sua libertação, e entregou  a décima parte de sua renda para o templo de Apolo, em Delfos. Ela converteu este dízimo em grandes espetos de ferro , e os envio destes para Delfos: "estas ainda hoje se encontram em uma pilha , atrás do altar criado pelo Quiano e em frente ao mesmo santuário." onde um grande número de dez espetos de ferro foram dedicados em seu nome; estes espetos foram vistos por Heródoto.
Cerca de 400 anos depois de Heródoto, Estrabão afirmou que Safo chamava Rodópis de "Dórica". E 200 anos depois de Estrabão, Ateneu sustentou que Heródoto tinha confundido duas mulheres diferentes.(pag.15) Como "Rodópis" significa "bochechas rosadas", provavelmente era um pseudônimo profissional , mas não está claro se "Dórica" era o seu verdadeiro nome.
Houve um conto corrente na Grécia, que Rodópis teria construído a terceira pirâmide. Heródoto se esforçou para mostrar o absurdo da história, mas a história persistiu e está relacionada por Plínio, o Velho , como um fato inquestionável. Uma variante desta história é contada tanto por Diodoro Sículo, quanto por  Estrabão, em que a pirâmide foi construída pelos amantes do Rodópis para ser seu túmulo. A origem deste conto, é sem dúvida, falso, segundo Georg Zoëga e Christian Charles Josias de Bunsen. Em consequência do nome Rodópis, ela pode ter sido confundida com Nitócris, uma rainha do antigo Egito, e a heroína de muitas lendas Egípcias, que foi descrita por Julio Africano e Eusébio como sendo a construtora da terceira pirâmide.
Outro conto sobre Rodópis relatado por Estrabão e Eliano , faz dela uma rainha do Egito, e assim, torna a suposição de que ela seja Nitocris ainda mais provável. Ele disse que um dia Rodópis, estava tomando banho em Náucratis, quando uma águia tomou uma de suas sandálias, voou para longe com ela, e deixou-a cair no colo do Rei do Egito. Atingido pela ocorrência estranha e a beleza da sandália, ele não descansou até encontrar a quem pertencia aquela bela sandália, e assim que descobriu, fez dela sua rainha. Esta história é tida como a primeira versão da historia da Cinderela .